# Малое Коновалово
Ма́лое Конова́лово (фин. Hännisi) — деревня в Пениковском сельском поселении Ломоносовского района Ленинградской области.

## История
На карте Ингерманландии А. И. Бергенгейма, составленной по шведским материалам 1676 года, обозначена деревня Achevola.
На шведской «Генеральной карте провинции Ингерманландии» 1704 года — Achvola.
Как деревня Ахвола она упомянута на «Географическом чертеже Ижорской земли» Адриана Шонбека 1705 года.
На карте Санкт-Петербургской губернии Я. Ф. Шмидта 1770 года она обозначена как деревня Малые Коновалы.
Деревня являлась вотчиной императора Александра I, из которой в 1806—1807 годах были выставлены ратники Императорского батальона милиции.
На «Топографической карте окрестностей Санкт-Петербурга» Военно-топографического депо Главного штаба 1817 года упомянута деревня Малая Коновалова, состоящая из 13 крестьянских дворов.
На карте Санкт-Петербургской губернии Ф. Ф. Шуберта 1834 года обозначена деревня Малая Коновалова из 21 двора.

КОНОВАЛОВА — деревня принадлежит государю великому князю Михаилу Павловичу, число жителей по ревизии: 46 м. п., 41 ж. п. (1838 год)

На этнографической карте Санкт-Петербургской губернии П. И. Кёппена 1849 года она обозначена как деревня «Hännis», расположенная в ареале расселения эвремейсов. В пояснительном тексте к этнографической карте она записана как деревня Hännis (Коновалова) и указано количество её жителей на 1848 год: эвремейсов — 52 м. п., 68 ж. п., всего 120 человек, ижоры — 57 м. п., 62 ж. п., всего 119 человек. Ижоры относились к православному Ораниенбаумскому приходу, эвремейсы — к лютеранскому приходу Тюрё.
На карте профессора С. С. Куторги 1852 года она отмечена как деревня Коновалово.

КОНОВАЛОВО — деревня Ораниенбаумского дворцового правления, по просёлочной дороге, число дворов — 18, число душ — 63 м. п. (1856 год)

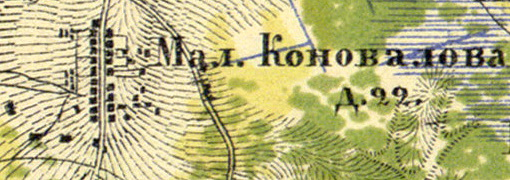
Деревня Малое Коновалово на карте 1860 года

Согласно «Топографической карте частей Санкт-Петербургской и Выборгской губерний» в 1860 году деревня называлась Малая Коновалова и состояла из 22 крестьянских дворов.

КОНОВАЛОВО МАЛОЕ — деревня Ораниенбаумского дворцового ведомства при колодцах, число дворов — 25, число жителей: 49 м. п., 62 ж. п. (1862 год)

В 1885 году деревня Малое Коновалово насчитывала 27 дворов.
В конце XIX века деревня административно относилась к Ораниенбаумской волости 2-го стана Петергофского уезда Санкт-Петербургской губернии, в начале XX века — 3-го стана. По приходским данным население деревни было исключительно финским.
К 1913 году количество дворов в деревне уменьшилось до 26.
С 1917 по 1923 год деревня входила в состав Мало-Коноваловского сельсовета Ораниенбаумской волости Петергофского уезда.
С 1923 года в составе Троцкого уезда.
С 1924 года в составе Броннинского сельсовета.
Согласно данным переписи населения СССР 1926 года в деревне Мало-Коновалово проживали 188 человек — большинство русские, а также ижоры.
С 1927 года в составе Ораниенбаумского района.
В 1928 году население деревни Малое Коновалово также составляло 188 человек.
По данным 1933 года деревня называлась Коновалово Малое и входила в состав Венковского финского национального сельсовета Ораниенбаумского района.

План деревни Малое Коновалово. 1939 год

Согласно топографической карте 1939 года деревня насчитывала 41 двор.
С 1963 года в составе Гатчинского района.
С 1965 года вновь в составе Ломоносовского района. В 1965 году население деревни Малое Коновалово составляло 127 человек.
По данным 1966, 1973 и 1990 годов деревня называлась Малое Коновалово и также входила в состав Бронинского сельсовета.
В 1997 году в деревне Малое Коновалово Бронинской волости проживали 49 человек, в 2002 году — также 49 человек (русские — 92 %).
В 2007 году в деревне Малое Коновалово Пениковского СП — 42 человека.

## География
Деревня расположена в северной части района на автодороге 41К-245 (Сойкино — Малая Ижора), к югу от административного центра поселения.
Расстояние до административного центра поселения — 2 км.
Расстояние до ближайшей железнодорожной станции Бронка — 4 км.

## Демография
| 1862 | 2002 | 2007 | 2010 | 2017 |
| ---- | ---- | ---- | ---- | ---- |
| 111  | ↘49  | ↘42  | ↗62  | ↗86  |

## Улицы
Земляничная, Луговая, Травяной переулок, Луговая.